# Лагуна-Бич (Калифорния)
Лагуна-Бич (англ. Laguna Beach) — город в округе Ориндж, штат Калифорния, США.

## Описание
Город находится на берегу Тихого океана, на северо-западе граничит с парком Кристал-Ков. 9,9 % территории города (2,5 км²) составляют открытые водные пространства. Лагуна-Бич круто поднимается от побережья вверх по холмам, и его высшая точка находится на отметке 307 метров над уровнем моря. Планировка города построена по Гипподамовой системе, в связи с чем некоторые улицы имеют очень крутой уклон. Через город проходят крупные автодороги SR 1 и SR 133. Климат — мягкий, максимальная зафиксированная температура составила +42°С (в сентябре), минимальная — −6°С (в январе). Город-побратим Лагуна-Бич — Ментона (Франция). Написание названия (исп. Laguna) подчиняется правилам испанского, а не английского языка (англ. Lagoon).

## История
Первое поселение, под именем Арк-Бич, было основано на месте города в 1870-х годах. В 1887 году оно было переименовано в Лагонас, а в 1904 году — в Лагуна-Бич. В начале 1920-х город «обнаружила» группа художников-импрессионистов, которые поселились в нём, и спустя несколько лет половина населения города состояла из художников — их обособленная коммуна до сих пор процветает в городе. В 1927 году Лагуна-Бич получила статус города. C 1934 года в городе действует единственная высшая школа англ. Laguna Beach High School, с 1961 года — единственный колледж англ. Laguna College of Art and Design. В 1967 году город был «штаб-квартирой» Братства вечной любви.

## Демография
В 2000 году население Лагуна-Бич составило 23 727 жителей, в 2010 году упало на 4,2 % и составило 22 723 человека.
Расовый состав
- белые — 90,9 %
- афроамериканцы — 0,8 %
- коренные американцы — 0,3 %
- азиаты — 3,6 %
- уроженцы Океании или Гавайев — 0,1 %
- другие расы — 1,5 %
- две и более расы — 2,8 %
- латиноамериканцы (любой расы) — 7,3 %

## Достопримечательности
- С 1932 года каждое лето в городе проводится Карнавальное шествие Мастеров (англ. Pageant of the Masters)[4].
- C 1965 года в городе проводится ежегодный Художественный фестиваль опилок (Sawdust Art Festival )[4].
- Художественный музей Лагуны.
- В 2004—2006 годах на телеканале MTV транслировалось реалити-шоу «Лагуна-Бич: Настоящий округ Ориндж» (англ. Laguna Beach: The Real Orange County), показывающее жизнь нескольких подростков города.

## Известные уроженцы и жители
- Рэйчел Уочолдер (род. 1975) — американская пляжная волейболистка и фотомодель.
- Кенда Перес (род. 1983) — американская фотомодель и телеведущая.
- Лорен Конрад (род. 1986) — американский дизайнер одежды.
- Таша Рейн (род. 1989) — американская порноактриса.
- Грэм Филлипс (род. 1993) — американский актёр.
- Джозеф Клайч (1879—1953) — американский художник.
- Оксана Грищук (род. 1972) — российско-украинская фигуристка.